# Donnie Butcher
Donnie Butcher, né le 8 février 1936, à Williamsport, au Kentucky, et mort le 8 octobre 2012, à Hartland, au Michigan, est un ancien joueur et entraîneur américain de basket-ball. Il évolue au poste d'arrière.